# 萌えアニメ
萌えアニメ（もえアニメ）は、アニメのジャンルの一つであり、ストーリーよりもキャラクターを重視し、個性の異なる複数のキャラクターたちの魅力で作品を牽引し、視聴者の萌えを刺激するようなアニメを指す。
かわいらしい女性キャラクターが登場するなど、「萌え」を刺激されるアニメ全般を指す。ただし、「萌え」という語の定義は千差万別であり、この用語の意味するところは使用者の主観に依拠している。よって、この用語の定義は極めて曖昧である。

## 概要
「萌えアニメ」はアニメの類型の一つである。2004年7月には「もはや1ジャンルとして確立したといえる」と紹介された ほか、2005年頃には深夜帯での萌えアニメの増加が実感されるようになった。2009年時点では、関東圏で放送されている深夜アニメの半数以上は萌えアニメで占められた。
「萌え」は主として微細な要素に求められることが多く、制作の側からは、そうした点を守らなければならないという点で縛りのあるジャンルであるとも言われる。具体的には登場人物の容姿（アホ毛といった外見特徴や、キャラクターデザインが萌え絵の範疇に入るなど）や、仕草や性格などの設定 であったり、キャラクター同士の人間関係といったことが重視される。萌えアニメではこのような設定から外れた自由な描写が忌避される半面、魅力的なキャラクターデザインと特定の属性描写などを多発するエピソードが重視され、物語のバランスやリアリティなどはあまり重要視されないこともある。ストーリー性の薄さをキャラクターの魅力で十分に補えている作品が高く評価される一方、売れ筋の萌え要素を寄せ集めただけのような作品が数多く作られてはすぐに忘れ去られていくという状況もある。実のところ萌えアニメはマーケティングの方法論が通用しにくく、仕掛け人が広告戦略やブランドイメージで流行を生み出そうとしても成功しないことが多いとされる。

## 表現の傾向
「萌え」というスラングが指し示す対象は幅広く、架空の人物やアイドルに対してのみならず、「工場萌え」のように人間の姿をしていないものに対して用いられることもある。もっとも、「萌え」というスラングが用いられ始めた当初は、主に美少女キャラクターに対する表現であり、「萌えアニメ」とは、おおむね魅力的な女性キャラクターが大勢登場する作品の形容に用いられる。全く女性キャラクターが登場しない作品が「逆萌えアニメ」などと形容された例もある。一方で美少女キャラクターを物語の中心に据えているにもかかわらず「萌えアニメではない」とされる作品もあり、また女児向けの作品は、大勢の女性キャラクターが活躍する作品であっても「萌えアニメ」に含めるか否かで判断が分かれる。
「萌え」には軽い性的な要素が含まれることがあり、「萌えアニメ」が、「美少女やおっぱいがたくさん出てくるアニメ」というイメージで語られることもある。深夜帯の萌えアニメではしばしば海水浴や温泉を題材にしたエピソードや、コマ送りしなければ確認できないようなパンチラ、性的なハプニングをほのめかす演出など、時にはテレビの放送コードに迫ることもある性的描写が用いられ、その辺りまでが「萌え」描写の範疇であるとされる。
萌えアニメの中には激しい性描写のために規制にかけられる作品もある。例えば描写が過激すぎるとしてインターネットでの配信が中止になった『かのこん』や、地域によって規制度合いが違っていた『もえたん』や『一騎当千』などのアニメは、ビデオソフト化の際には修正の施されない本来の姿での作品を見ることができる。
エロと萌えは同一視されることもあるため、女性キャラクターの可愛らしさを売りにしつつもエロティックな要素がほとんど見られない作品を「萌えアニメ」と位置づけるかどうかは、発言者によって意見が分かれることもある。例えば、かきふらいの漫画を原作とするテレビアニメ『けいおん!』には、「かわいいキャラクターの魅力が作品の主題であるのだから、萌えアニメである」とする見解と、「かわいくてもエロティックではないのだから、萌え要素はない」とする見解がある。
アキバ系家電ライターの藤山哲人は、アニメが趣味のライトオタクが電気の街アキバに集まるようになったほか、萌えアニメのエロティックな描写もライトなものが多いと指摘している。またメイドカフェブームは『鋼鉄天使くるみ』（1999年）以降だという。

## 歴史

### 萌えアニメの根源
美少女を題材にした作品はアニメに限らず、映画や演劇といった分野にも古くから普遍的に存在する。男性が女性を求めるのは原理的なものであり、「萌えアニメ」の隆盛によってそれが顕著にはなっているものの、こうした作品は「萌え」や「おたく」という俗語が誕生する以前から作られており珍しいものではなかった。例えば1958年に公開された『白蛇伝』は、日本では初となるカラー長編のアニメ映画であるが、精神科医の斎藤環は、この作品に既に観客を惹きつけるセクシャリティの表現が含まれていたことを指摘している。後に数々のアニメ映画を手がけることになる宮崎駿は、公開当時に『白蛇伝』を鑑賞し、同作に対して愛憎半ばする感情を抱くことになるが、斎藤はこうした感情を、アニメキャラクターに対する「萌え」であると分析している。

### 1980年代
アニメなどの娯楽に熱中する人物を「おたく」と呼ぶようになったのは1980年代半ば頃といわれる。魔法少女アニメは代表的な少女向けのアニメジャンルだが、1982年の『魔法のプリンセス ミンキーモモ』や1983年の『魔法の天使クリィミーマミ』は成人男性にも好評を博し、この頃から「アニメの美少女キャラクターにのめり込むおたく」の存在が認知されはじめる。1980年代には家庭用ビデオデッキの普及に伴うOVAのブームがあり、映像ソフトを購入してアニメを見るようなマニア層に向けて、露出度の高いコスチュームをまとった美少女キャラクターが活躍するアニメ作品が多く作られ、OVAブームの初期を牽引した。

### 1990年代
「萌え」という言葉の由来や発祥時期には諸説があるが、1990年前後から使われ始めたともいわれる。1992年に放送が開始された、武内直子の漫画を原作とする女児向けテレビアニメ『美少女戦士セーラームーン』シリーズは、放送当時の少女だけではなく男性のアニメファンたちを魅了した。「萌え」の語源を巡る諸説の中には、『セーラームーン』第3期（1994年）の登場人物である土萠ほたるの名前を由来とする説もあり、土萠ほたるの儚げな印象や不幸な境遇、および健気さは「萌え」の対象にもなった。
1990年のテレビアニメ『ふしぎの海のナディア』を、「萌えアニメ」という言葉が定着する以前に放送された、そうした作品のルーツの一つに挙げる意見もある。同作を手がけたのは、かつてOVAブームで成功を収めたガイナックスで、後に彼らは1995年のテレビアニメ『新世紀エヴァンゲリオン』を手がけることになる。ヒット作となった『エヴァンゲリオン』は少年少女が過酷な戦いに身を置くシリアスな作風の作品であったが、登場人物の人気から萌えブームを決定づけることにもなり、同作に影響されて「萌え」を意識したアニメが数多く作られた。

### 2000年代前半
『エヴァンゲリオン』以降のマニアが萌えるための要素を持った美少女キャラクターを出す作品が急増するが、1999年頃になると関連マーケット全体の売上高は増加したものの、1作品あたりに消費する金額が減少し、さらにクオリティの低下も起きて頭打ちになる。その一方でこうした作品群がきっかけになり、今度はライトなアニメファンを対象にした「萌え」作品が人気を得ていったといわれる。
2001年の深夜アニメ『シスター♥プリンセス』はギャルゲー専門誌『電撃G's magazine』の読者参加型ゲームを原案とする作品だが、その「男性の主人公が12人の妹たちに囲まれて過ごす」という内容はアニメ関係者にも動揺を与え、同作のような作品が主流になっていくのではないかと予感させるものであった。ただし2001年時点では「萌えもの」のアニメはジャンルとしてはまだ確立していなかったともいわれ、2002年の『ナースウィッチ小麦ちゃんマジカルて』などをその後に続く「萌えアニメ」のはしりとして挙げる意見もある。いずれにせよ、1999年から2002年にかけては萌え産業に関わる企業であるブロッコリーが業績を3倍に伸ばしており、この頃に萌え産業が新たな局面に入ったことを示している。
2002年には元祖萌え四コマ漫画の『あずまんが大王』がアニメ化される。のちの日常系ジャンルは本作の影響下にあるといわれる。

### 2000年代後半以降
この頃から、萌えを意識した『まんがタイムきらら』系の女子キャラクター中心の萌え日常系4コママンガが相次いでアニメ化されるようになる。ゆるい雰囲気の萌えアニメの広まりは深夜アニメの隆盛とも無関係ではなく、仕事で疲労して帰宅した大人が深夜にアニメを見るとき、堅苦しくない作品を求めるのではないかという意見もある。「きらら系」と呼ばれるジャンルを築いた。
逆に萌えアニメ系の絵柄で内容が重い作品も多数作られるようになった。
BS11やBSフジが深夜アニメ全般の放送や製作委員会への参加にも積極的となったことにより、地上波に代わってBSで萌えアニメの放送も増加するようになった（作品によっては、CSのAT-Xで先行して放送されることもある）。

## 経済効果
2005年頃には萌えアニメの急激な増加やその経済効果が話題になった。同年、浜銀総合研究所は萌えアニメの市場規模を155億円、萌え系のゲームやコミックも併せた萌え関連産業の市場を888億円と算出して反響を呼んだ。この調査における萌え作品とは、研究員が主観に頼りつつも「愛らしくて可愛いキャラがいる」「子供向け作品ではない」といった基準で選びだしたもので、グッズや同人誌などは集計に入っていない。
また、萌えアニメの舞台のモデルとなった実在の土地がファンによるロケ地巡り（いわゆる聖地巡礼）の対象となったり、地域おこしの題材の題材となったりするなど（萌えおこし）、地域振興と結びついた例もある。
こうした萌えアニメを含む萌え産業の背景には、元は子供向けに作られていたアニメやゲーム、漫画の市場が少子化によって縮小する一方、未婚人口の増加によって趣味に私費を費やすことができる人が増加していることがあるとされる。
一方、アニメ映画監督の押井守は「僕の見る限り現在のアニメのほとんどはオタクの消費財と化し、コピーのコピーのコピーで『表現』の体をなしていない」と「『萌え』が流行すればそうした作品ばかりになり、制作者には新たな創造性や、作品を通じて訴える思想的なものが欠如し、アニメが空洞化している」と、批判している。

## 萌えアニメ専門誌
1999年に創刊された学研パブリッシングの雑誌『メガミマガジン』は萌えアニメを中心に扱っており、この分野では長い歴史を持つ。2009年に創刊された角川書店の『娘TYPE』も萌え系の作品を中心に扱っている。